# Pau Duran
Pau Duran (Esparreguera, 31 de desembre de 1582 – Areny de Noguera, 18 de febrer de 1651) fou bisbe d'Urgell. Va estudiar a la Universitat d'Osca, va obtenir el títol de batxiller en lleis l'any 1602 i la llicenciatura, l'any 1603. L'any 1612 va publicar a Mallorca la seva primera obra jurídica.

## Nomenament
El 1623, en morir el bisbe, abandona Mallorca i marxa a Madrid, a la cort, on regnava en aquells moments Felip IV. Allà hi va ser nomenat “capellán de su Majestad”. Anys després, quan al març de 1626 el monarca va arribar a Barcelona per jurar les Constitucions de Catalunya i celebrar Corts Generals, Duran es troba entre els dignataris eclesiàstics que li donen la benvinguda. El gener d'aquest any havia estat nomenat Ardiaca dels canonges de la catedral de Barcelona.
En el transcurs de 1626, Pau Duran es va traslladar a Roma. Un nou càrrec amb molta més responsabilitat li era encomanat directament pel Papa formar part del Tribunal de la Rota. El Sant Pare Urbà VIII el va nomenar el seu capellà. L'11 de maig de 1635 va arribar com a bisbe a la Seu d'Urgell. Va desenvolupar des del primer moment una gran activitat pastoral. Va passar una llarga temporada a Esparreguera, durant els anys 1636 i 1637. Des de casa seva, a la plaça de la Vila, vigilava i dirigia el govern de la diòcesi d'Urgell. Pau Duran era un bisbe partidari de la monarquia hispànica igual que tota la societat catalana de l'època fins que, arribat el conflicte de 1640, una part dels catalans dirigits per Pau Claris van optar per la monarquia francesa.

## Guerra dels Segadors
L'any 1640, els francesos van ser vençuts a Salses, a la Catalunya del Nord, en els primers dies d'any els terços espanyols van sortir del Rosselló i van acampar en diversos territoris del Principat. El subministrament d'aliments i l'allotjament per 9000 soldats es feia insostenible a les poblacions i als pagesos. Els diputats de la Generalitat, presidits per Pau Claris, van escriure a Madrid, perquè posés solució a aquest problema, però Madrid els va contestar que l'exèrcit havia de romandre on era en previsió de nous atacs francesos a la Catalunya del Nord. El dijous 7 de juny se celebrava la senyalada festa del Corpus a Barcelona. Al matí a la catedral, el bisbe de Barcelona presideix la missa pontifical a la qual assisteixen els Consellers de la ciutat en lloc preferent. Pau Duran segueix la celebració.
Els Consellers són assabentats per un missatger que a la Rambla hi havia un aldarull promogut pels segadors i abandonen tot seguit l'església, i envien poc després un avís al bisbe d'Urgell perquè es dirigeixi al Palau del Virrei al Pla de Sant Francesc.
Aquella mateixa matinada havien entrat a la ciutat uns cinc-cents segadors. A la nit, el bisbe Pau Duran, quan encara ignorava la mort del virrei, explica els fets al rei d'Espanya en una carta. Per a succeir al difunt virrei de Catalunya en el Corpus de Sang, el rei Felip IV va nomenar al Duc de Cardona, que va arribar a Barcelona el dia 19 i va jurar el seu càrrec l'endemà. Va marxar tot seguit a Perpinyà amb el bisbe Pau Duran. El nou virrei mor a Perpinyà i Pau Duran rep l'ordre del rei de romandre-hi i custodiar els expedients oberts contra els caps de l'exèrcit fins que pogués lliurar-los personalment al rei. En els mesos següents, a Barcelona es va decidir l'entrega de Catalunya a la. Aquesta decisió política la va prendre Pau Claris. Aquest va convocar Duran a les Corts Generals. Segons les lleis, només el rei tenia la potestat de poder-les convocar.
Pau Duran, que coneixia les lleis, no es va veure obligat a obeir les tres convocatòries que li havia enviat Claris, i aquest el va declarar enemic de la pàtria i va decretar el decomís de tots els seus béns. Va ser foragitat del seu bisbat. Els bisbes van marxar a Aragó, València o Castella; els canonges i altres eclesiàstics havien de triar entre l'exili i el jurament de fidelitat als nous governants. Pau Claris va morir el 27 de febrer de 1641. El març de 1641 el rei Felip IV va nomenar Pau Duran arquebisbe de Tarragona, ciutat que mai no va ser ocupada pels francesos. Malgrat el nomenament fet pel rei, Duran no va rebre mai les butlles del Papa, perquè Roma volia mantenir una diplomàtica neutralitat entre les dues monarquies en conflicte. L'any 1650 arriba a Areny de Noguera, a Aragó, poble del seu bisbat que havia estat alliberat del domini francès per les tropes de Felip IV.

## Mort
La pesta estesa per tota Catalunya va ser segurament la causa de la mort de Pau Duran el 18 de febrer de 1651 a Areny de Noguera.